# Хвайни
Хвайни (хварш. Хвайни) — село в Цумадинском районе Дагестана Российской Федерации. Входит в состав Эчединского сельсовета.

## Географическое положение
Село находится на правом берегу реки Андийское Койсу, на расстоянии 19 км к юго-западу от села Агвали, административного центра района.

## Население
| 1869 | 1888 | 1895 | 1926 | 1939 | 1970 | 1989 |
| ---- | ---- | ---- | ---- | ---- | ---- | ---- |
| 98   | ↗128 | ↗146 | ↘77  | ↗161 | ↘61  | ↗102 |
| 2002 | 2003 | 2004 | 2007 | 2010 | 2021 |      |
| ↗114 | ↘113 | →113 | ↗217 | ↗260 | ↘249 |      |

### Национальный состав
Хвайни один из шести населенных пунктов в Цумадинском районе где живут хваршины.